# Optași-Măgura
Optași-Măgura es una comuna ubicada en el distrito de Olt, Rumania.

## Superficie
Posee una superficie de 29,27 kilómetros cuadrados.

## Demografía
Hasta 2021 la población era de 1095 habitantes, con una densidad de población de 37,41 habitantes por kilómetro cuadrado.